# 埃姆登
埃姆登（德語發音：[ˈɛmdn̩] ⓘ）是位于德国西北部埃姆斯河畔的港口城市，与比利时泽布吕赫和德国不來梅港同为欧洲三大汽车进出口港口。
大众汽车在埃姆登建有生产大众帕萨特的大型工厂，雇员超过10,000人。

## 歷史
埃姆登的實際建市日期已不可考，只能確定早在公元8世紀前已存在。在十六世紀時，埃姆登曾是宗教改革的中心，与日内瓦和维滕贝格并驾齐驱。其中，Johannes a Lasco、Albert Ritzaeus Hardenberg和Menso Alting在埃姆登工作。
由於毗鄰荷蘭，又屬濱海地區，埃姆登早於十七世紀，已是發達的城鎮，曾專門為荷蘭印刷聖經。
1744年被普魯士吞併；而在法國拿破崙時代，埃姆登曾是荷蘭王國的一部分。
至十九世紀末德國統一後，工業開始發展，曾有大量製紙廠和船塢。與此同時連接埃姆登至多特蒙德的運河啟用，使鲁尔区的煤炭能有效地從魯爾區運送至北海以至大西洋地區。
二次大戰期間埃姆登受聯軍轟炸，城市幾乎夷為平地。而戰後重建工作，則要待至1962年9月6日才展開。

## 经济
埃姆登昔日曾是造纸中心，在二次大戰後日漸衰落，代之以汽車生產為主。
福士汽車在本地有一座工厂Volkswagenwerk Emden，原先主力生產甲蟲車，直到 1978 年，德国生产的最后一辆甲壳虫在位于埃姆登的大众工厂下线。自 1978 年以来，則主要組裝Passat以及其衍生车型大众CC与大众Arteon。2019年8月，大众宣布埃姆登工厂将转型为纯电动汽车工厂，自 2022 年 5 月开始，大众埃姆登工厂开始生产电动汽车大众ID.4。从 2023 年起，大众帕萨特将仅在斯洛伐克首都布拉迪斯拉发的大众工厂生产。在未来，埃姆登大众工厂将会制造大众ID.7电动汽车。
埃姆登港是欧洲第三大汽车装卸港，主要负责出口福士汽車的车辆。
與此同時埃姆登亦是造船中心。蒂森克虜伯旗下的Nordseewerke正位處埃姆登，主力研製潛水艇和貨輪。

## 姐妹城市
埃姆登有下列姐妹城市：
| 城市           | 国家   | 缔结日期 |
| -------------- | ------ | -------- |
| 阿尔汉格尔斯克 | 俄羅斯 | 1989年   |
| 海于格松       | 挪威   | 2009年   |

1990年到2008年间，该市与勃兰登堡州普伦茨劳结为姐妹城市。这种国内姐妹城市关系起初是作为东德转型与和平革命期间对原东德城市地方政府改组的援助，后来双方均同意解除姐妹城市关系。1961年到2012年1月之间，该市与英国伦敦的希灵登区结为姐妹城市，后来由于双方几乎没有维持联系，希灵登区解除了伙伴关系。
相比之下，该市与俄罗斯阿尔汉格尔斯克交往密切，与对方的大学在科学领域交流尤其多。此外，一些议员建议该市应与一座中国港口城市签订姐妹城市协议，在应用科学大学领域取得交流。